# 吉迪翁·列维
吉迪翁·列维（Gideon Levy，1953年—），以色列新闻记者及作家，为报纸《国土报》撰写时常关于以色列对西岸的占领以及巴以冲突的周报专栏以及评论文章（虽然列维以此两类文章而闻名遐迩，但其并不会说阿拉伯语）。列维曾因其关于西岸人权状况的文章而获奖。2021年，列维荣获以色列在新闻界的最高奖项索科洛夫奖。

## 生平
列维于1953年出生于以色列特拉维夫，其父海因茨·泽维·列维则出生于捷克斯洛伐克苏台德，并于布拉格大学获得法学学位。1939年，为躲避纳粹，他搭上了一艘名为“Frossoula”的两个斯洛伐克犹太人的非法移民船，船上除了他还有其他800人。因船上悬挂的巴拿马国旗，船仅在的黎波里获得了暂时的停船许可，土耳其及巴勒斯坦均拒绝该船在其领土内停靠。之后，他以及船上的其他乘客在贝鲁特的一个拘留营被拘留了六周。六周之后，他们被允许离开。在他们从“Frossoula”转移到另一艘偷渡船“Tiger Hill”的过程中，船只曾被英国皇家空军的飞机扫射，两名乘客因此死亡。“Tiger Hill”终于抵达了巴勒斯坦，并被允许停靠在特拉维夫的弗里斯曼海滩。列维的祖父母在大屠杀中死亡。其母西娅出生于捷克斯洛伐克俄斯特拉发，于1939年在一场针对犹太儿童的救援行动中来到巴勒斯坦。起初，在来到巴勒斯坦后，列维的父亲除了在一家与其姊一起开设的烘培店工作之外，还兼职送报纸（后来他又找到了一份办公室文员的工作）。
起初，列维的家庭生活贫困，但在收到德国大屠杀赔偿金之后生活逐渐好转。列维曾就读于伊隆尼·阿莱夫中学，在那里他和弟弟拉菲时常一起演唱哈伊姆·海非的歌曲。六日战争期间，邻近列维家的一幢房被阿拉伯联军炮兵击中。此时的列维是一个狂热的宗教锡安主义者。

## 新闻和记者事业
列维于1974年应征入伍，并担任陆军电台记者。1978至1982年，他先为希蒙·佩雷斯，后为以色列工党党魁担任秘书及发言人。1982年，列维开始为《国土报》一个关于巴以冲突的名为“Twilight Zone”的专栏撰稿。2004年，他出版了一本名为《Twilight Zone-Life and Death under the Israeli Occupation》的文集，还与哈伊姆·亚文合作，执导了一部名为《Whispering Embers》的关于俄罗斯犹太人在苏联解体后生活的纪录片。列维还是以色列第三频道每周一次的脱口秀《A Personal Meeting with Gideon Levy》的主持人，并定期出现在其他电视节目中。
列维对以色列在巴勒斯坦问题上政策的看法是在其加入《国土报》之后才形成的。在2009年的一次采访中，其表示，“在我刚开始为《国土报》报道关于西岸方面的新闻时，我还很年轻，仍被以色列的宣传所洗脑。那时候，当我看见定居者砍倒橄榄树，当我看见以色列军人粗暴地对待巴勒斯坦妇女的时候，我会想：‘这些只是一些例外，并不是政策的一部分。’我花了很长时间才意识到那些并不是例外，而正是政府政策的组成部分。”
在一次采访中，列维对除了《国土报》之外的任何以色列报纸会给予其出版其著作的自由的可能性表示怀疑。
2011年6月，在新闻业中存在的对版权的侵犯这一问题上，列维发声支持英国伦敦《独立报》记者约翰·哈里，其被指控抄袭，并被确认在其文章中未经列维同意即从其专栏中摘用了某些句子。

## 政治观点
列维认为自己是一个“爱国的以色列人”，为此，其批判以色列社会对其政府发动的战争以及对西岸的占领所造成的影响在道德层面上的忽视。其声称在由巴勒斯坦人拥有的土地上建设定居点是“以色列历史上最罪恶的行为”。其反对2006年黎巴嫩战争。2007年，其透露在加沙地带的巴勒斯坦人之困境，以及色列对其之封锁，使其对自己身为以色列人这个事实而感到羞耻。其表示，“我的使命很简单，那就是去阻止以色列人（在得知巴勒斯坦人的处境时）说：‘我不知道。’这样一种情况的发生。“
列维支持以色列在巴勒斯坦不做出任何让步的情况下单方面从其占有的约旦河西岸撤军。“（在复国时），以色列并没有为夺走巴勒斯坦人的土地而付出任何代价，它并没有被要求给予巴勒斯坦人任何东西。它的唯一任务就是夺回其被夺走的土地，重新建立被狠狠践踏过的，犹太人作为一个民族的自尊，以及最基本的人权及人性（当然也只是给予犹太人的）。”
利维曾支持两国方案，但现如今其认为两国方案已不可行，遂转而支持一国方案。
利维在社论中写道：“2008-09 年加沙战争是一场没有实现其目标的失败战争。”“以色列是一个能没有任何限制地崇尚暴力的危险国家，其公然无视联合国安理会决议，对国际法也并不关心。” 
2010年，列维谴责了巴勒斯坦伊斯兰原教旨主义武装组织哈马斯对针对以色列城市的火箭弹袭击，“哈马斯应对火箭弹袭击负责。没有一个主权国家会容忍这样不可承受的袭击。以色列有权自卫。”但同时其也指出，“然而，在这之前，你应该问自己一个问题：为什么哈马斯要向以色列城市发射火箭弹？在谴责哈马斯之前，我认为应该先谴责我们自己的政府。它对对加沙的占领以及其现在的状况（比哈马斯）负有更大的责任。”
列维支持“BDS运动”，认为这是“爱国的以色列人最后的避难所”。其透露称虽然经济方面的抵制更为重要，但其也支持文化及学术方面的抵制。
2023年巴以冲突期间，利维呼吁“解除对加沙地带的罪恶围困”。 

## 个人生活
列维住在特拉维夫的拉马特·阿维夫街区，有两个孩子。他的孩子并不阅读他的作品，也不和他具有相同的政治观点。他曾收到过死亡威胁。